# Regierung Harmel

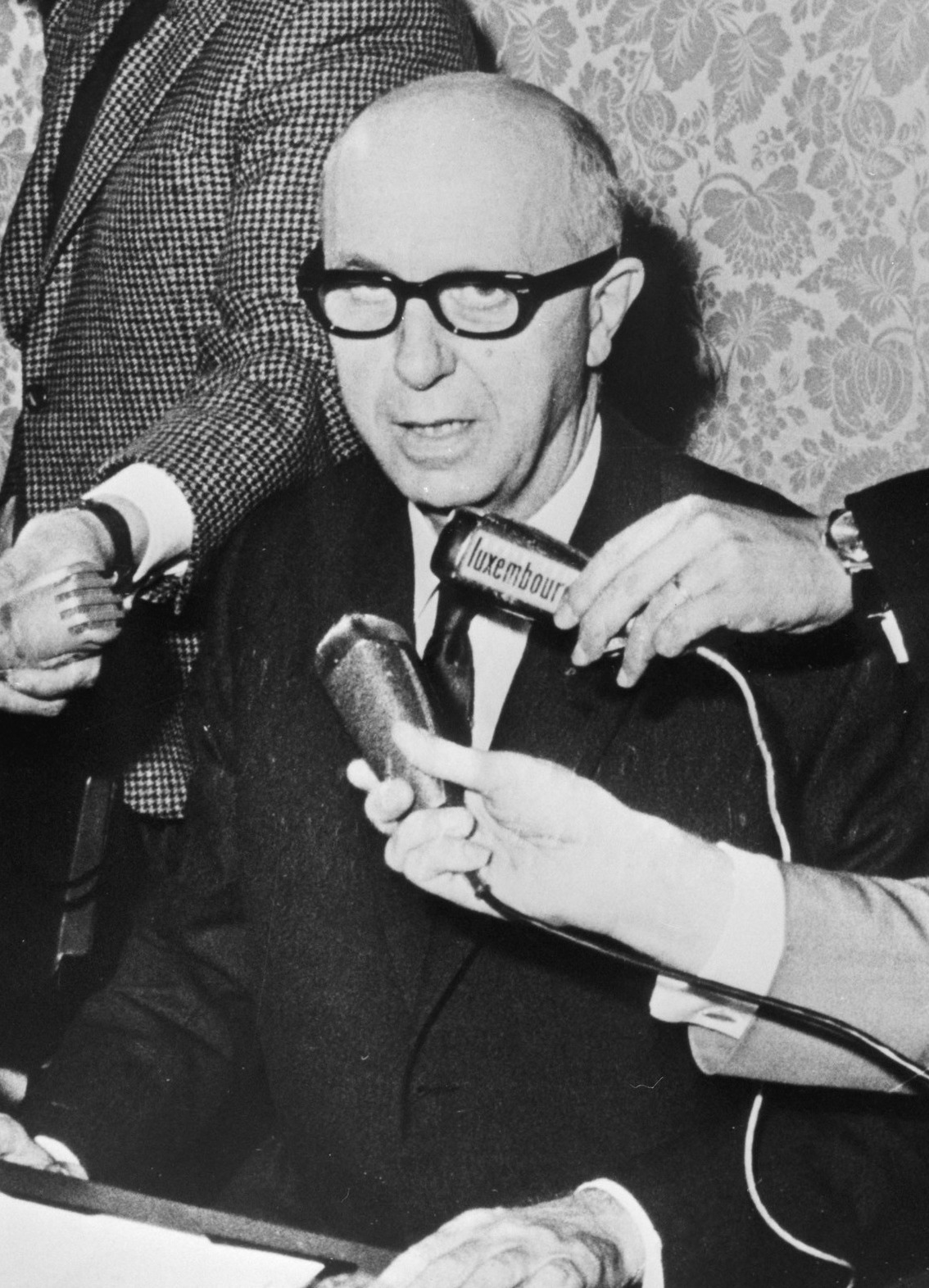
Pierre Harmel war von 1965 bis 1966 Premierminister von Belgien

Die Regierung Harmel wurde in Belgien am 28. Juli 1965 von Premierminister Pierre Harmel gebildet und löste die Regierung Lefèvre ab. Sie blieb bis zum 19. März 1966 im Amt und wurde dann von der Regierung Vanden Boeynants I abgelöst. Der Regierung gehörten Minister der Christlichen Volkspartei (CVP/PSC) und der Sozialistischen Partei (PSB/BSP) an.

## Minister
| Amt                                         | Amtsinhaber                    | Partei | Beginn der Amtszeit | Ende der Amtszeit |
| ------------------------------------------- | ------------------------------ | ------ | ------------------- | ----------------- |
| Premierminister                             | Pierre Harmel                  | PSC    | 28. Juli 1965       | 19. März 1966     |
| Vize-Premierminister                        | Antoon Spinoy                  | PSB    | 28. Juli 1965       | 19. März 1966     |
| Vize-Premierminister                        | Paul-Willem Segers             | CVP    | 28. Juli 1965       | 19. März 1966     |
| Vize-Premierminister                        | Edmond Leburton                | PSB    | 28. Juli 1965       | 19. März 1966     |
| Außenminister                               | Paul Henri Spaak               | PSB    | 28. Juli 1965       | 19. März 1966     |
| Finanzminister                              | Gaston Eyskens                 | CVP    | 28. Juli 1965       | 19. März 1966     |
| Justizminister                              | Pierre Wigny                   | PSC    | 28. Juli 1965       | 19. März 1966     |
| Landwirtschaftsminister                     | Charles Héger                  | PSC    | 28. Juli 1965       | 19. März 1966     |
| Verteidigungsminister                       | Ludovic Moyersoen              | CVP    | 28. Juli 1965       | 19. März 1966     |
| Minister für Post, Telegrafie und Telefonie | Edward Anseele jr.             | PSB    | 28. Juli 1965       | 19. März 1966     |
| Minister für Beschäftigung und Arbeit       | Léon Servais                   | PSC    | 28. Juli 1965       | 19. März 1966     |
| Verkehrsminister                            | Yves Urbain                    | PSC    | 28. Juli 1965       | 19. März 1966     |
| Minister für Volksgesundheit                | Alfred Bertrand                | CVP    | 28. Juli 1965       | 19. März 1966     |
| Minister für nationale Bildung              | Fernand Dehousse               | PSB    | 28. Juli 1965       | 19. März 1966     |
| Innenminister                               | Alfons Vranckx                 | BSP    | 28. Juli 1965       | 19. März 1966     |
| Wirtschaftsminister                         | Marc-Antoine Pierson           | PSB    | 28. Juli 1965       | 19. März 1966     |
| Minister für öffentliche Arbeiten           | Jos De Saeger                  | CVP    | 28. Juli 1965       | 19. März 1966     |
| Ministerin für Familie und Wohnungswesen    | Marguerite De Riemaecker-Legot | CVP    | 28. Juli 1965       | 19. März 1966     |
| Minister für den Mittelstand                | Adhémar d’Alcantara            | CVP    | 28. Juli 1965       | 19. März 1966     |
| Minister für soziale Fürsorge               | Hervé Brouhon                  | PSB    | 28. Juli 1965       | 19. März 1966     |